# 甲府商工会議所
甲府商工会議所（こうふしょうこうかいぎしょ）は、山梨県甲府市の商工会議所である。
会員数は4200を超え、山梨県内では最大の会員数を誇っている。

## 沿革
詳細な沿革は甲府商工会議所のあゆみ
- 1879年（明治12年）：自主経済団体として山梨商法会議所として発足。
- 1909年（明治42年）：前年に農商務大臣の認可を得たことで、甲府商業会議所となる。
- 1928年（大正15年）：柳町（現在の中央4丁目）に移転。
- 1928年（昭和3年）：甲府商工会議所に改称。
- 1943年（昭和18年）：戦時中の商工経済会法制定により、山梨県商工経済会に改称。
- 1945年（昭和20年）：甲府空襲により焼失。その後同所で再建。
- 1946年（昭和21年）：山梨県商工会議所に改称。
- 1960年（昭和35年）：甲府商工会議所に改称。
- 1977年（昭和52年）：現在地（旧日本銀行甲府支店）に移転。
- 2000年（平成12年）：新会議所が竣工。

## 歴代会頭
| 代数 | 氏名       | 在任期間           | 出身                                 |
| ---- | ---------- | ------------------ | ------------------------------------ |
| 初代 | 栗原信近   | 1879年〜退任年不明 | 第十国立銀行（現：山梨中央銀行）頭取 |
| 2代  | 若尾民造   | 1909年〜1917年     | 若尾銀行頭取                         |
| 3代  | 寺田忠三郎 | 1917年〜1921年     | 寺田商店代表                         |
| 4代  | 名取忠愛   | 1921年〜1922年     | 山梨貯蓄銀行（現：山梨中央銀行）頭取 |
| 5代  | 矢島栄助   | 1922年〜1933年     | 矢島製糸代表、第十国立銀行頭取       |
| 6代  | 細田武雄   | 1933年〜1937年     | 第十国立銀行頭取                     |
| 7代  | 若尾義角   | 1937年〜1941年     | 若尾商店代表                         |
| 8代  | 上原庄治郎 | 1941年〜1943年     | 山梨中央銀行頭取                     |
| 9代  | 平原庄兵衛 | 1943年〜1945年     | 甲府電力（関東配電）社長             |
| 10代 | 山田新太郎 | 1945年〜1947年     | 山田商事代表                         |
| 11代 | 鈴木善造   | 1947年〜1949年     | 松林軒社長                           |
| 12代 | 海沼栄祐   | 1949年〜1958年     | 海沼商店社長                         |
| 13代 | 名取忠彦   | 1958年〜1967年     | 山梨中央銀行頭取                     |
| 14代 | 野口二郎   | 1968年〜1973年     | 山梨日日新聞社長                     |
| 15代 | 細田一雄   | 1973年〜1983年     | 山梨中央銀行頭取                     |
| 16代 | 丸茂平造   | 1983年〜1988年     | マルモ社長                           |
| 17代 | 武田辰男   | 1988年〜1994年     | 武田食糧会長                         |
| 18代 | 小林宏武   | 1994年〜2001年     | 山梨中央銀行頭取                     |
| 19代 | 荻野浩     | 2001年〜2008年     | オギノ会長                           |
| 20代 | 上原勇七   | 2008年〜2013年     | 印傳屋上原勇七会長                   |
| 20代 | 金丸康信   | 2013年〜2019年     | テレビ山梨社長                       |
| 21代 | 進藤中     | 2019年〜現職       | 山梨中央銀行頭取                     |

## 所在地
山梨県甲府市相生2-2-17

## 関連行事・事業
- アリア・ディ・フィレンツェ
- 大学コンソーシアムやまなし
- やまなし映画祭：第5回までは事務局設置

## 関連団体
- 甲府商店街連盟

## その他
無資格事業者の会員登録
1960年（昭和35年）に制定された定款では「地域内で事業を営まれている商工業者に限る」としているが、定款制定前に会員であった地域外の事業者も特例で会員としているが、歴代の担当者が付則を誤認して制定後に地域外の事業者に対しても入会させていたことが2024年（令和6年）2月16日に発覚した。甲府商工会議所は地域外の事業者800に対して資格の有無を確認し、資格のない会員については除名せずに特別会員として引き続き経営支援のサービスを行なえるようにするとしている。